# Cedrela
Cedrela és un gènere de set espècies d'arbres dins la família Meliaceae. Són perennifolis o caducifolis durant l'estació seca amb les fulles pinnades. Són natius del Nou Món tropical i subtropical, des del sud de Mèxic al nord de l'Argentina.
El nom del gènere deiva del diminutiu de Cedrus (cedre).

## Taxonomia
- Cedrela fissilis Vell. - Costa Rica a l'Argentina
- Cedrela hirsuta C. DC. - Paraguai
- Cedrela huberi - Argentina[1]
- Cedrela lilloi C. DC. - Argentina, Bolívia, Brasil, Equador
- Cedrela montana Moritz ex Turcz - Colòmbia, Equador
- Cedrela odorata L. (Cedro Hembra) - Antilles a l'Argentina
- Cedrela salvadorensis Standl. -
- Cedrela tonduzii C. DC. -

Cedrela odorata és l'espècie més coneguda del gènere. C. lilloi i C. montana es troben a més altitud.
Alguns taxonomistes hi inclouen el gènere Toona.

## Usos
Cedrela odorata és una espècie fustanera important amb una fusta lleugera que resisteix els tèrmits i altres insectes. La fusta sovint es ven sota el nom confús de "Spanish-cedar" i és la fusta amb què tradicionalment es fan les capses dels cigars. També se'n fan les guitarres clàssiques. Actualment és dins la llista CITES. També és una planta ornamental i s'ha naturalitat a altres parts del món. -